# Distretto di Andkhoy
Il distretto di Andkhoy è un distretto dell'Afghanistan appartenente alla provincia del Faryab. Viene stimata una popolazione di 38.700  abitanti (dato 2012-13).